# Liste der Bodendenkmäler in Unteregg
Auf dieser Seite sind die Bodendenkmäler in der schwäbischen Gemeinde Unteregg zusammengestellt. Diese Tabelle ist eine Teilliste der Liste der Bodendenkmäler in Bayern. Grundlage ist die Bayerische Denkmalliste, die auf Basis des Bayerischen Denkmalschutzgesetzes vom 1. Oktober 1973 erstmals erstellt wurde und seither durch das Bayerische Landesamt für Denkmalpflege geführt wird. Die folgenden Angaben ersetzen nicht die rechtsverbindliche Auskunft der Denkmalschutzbehörde.

## Bodendenkmäler der Gemeinde Unteregg

### Bodendenkmäler in der Gemarkung Dirlewang
| Lage                 | Objekt                                     | Akten-Nr.     | Bild |
| -------------------- | ------------------------------------------ | ------------- | ---- |
| Dirlewang (Standort) | Grabhügel vorgeschichtlicher Zeitstellung. | D-7-8029-0017 |      |

### Bodendenkmäler in der Gemarkung ObereggMN
| Lage                 | Objekt                                                                                | Akten-Nr.     | Bild |
| -------------------- | ------------------------------------------------------------------------------------- | ------------- | ---- |
| ObereggMN (Standort) | Frühneuzeitliche Befunde im Bereich der abgebrochenen Kapelle St. Albanus in Oberegg. | D-7-8028-0091 |      |

### Bodendenkmäler in der Gemarkung Unteregg
| Lage                | Objekt | Akten-Nr.     | Bild |
| ------------------- | --- | ------------- | ---- |
| Unteregg (Standort) | Mittelalterliche und frühneuzeitliche Befunde im Bereich der Katholischen Pfarrkirche St. Martin in Unteregg und ihrer Vorgängerbauten. | D-7-8028-0086 |      |

### Bodendenkmäler in der Gemarkung Warmisried
| Lage                  | Objekt | Akten-Nr.     | Bild |
| --------------------- | --- | ------------- | ---- |
| Warmisried (Standort) | Mittelalterliche und frühneuzeitliche Befunde im Bereich der Katholischen Pfarrkirche St. Ulrich in Warmisried. | D-7-8029-0162 |      |